# زهانسايا عبد الملك
زهانسايا عبد الملك (12 يناير 2000) لاعبة شطرنج كازاخستانية في الاتحاد الدولي للشطرنج وتعتبر نابغة في لعبة الشطرنج فازت عام 2008 ببطولة العالم للشطرنج للشباب.

## روابط خارجية
- قالب:Fide
- زهانسايا عبد الملك على موقع الاتحاد الدولي للشطرنج (الإنجليزية)
- زهانسايا عبد الملك على موقع مباريات الشطرنج (الإنجليزية)
- زهانسايا عبد الملك على موقع 365Chess.com (الإنجليزية)
- زهانسايا عبد الملك على موقع Chesstempo.com (الإنجليزية)
- زهانسايا عبد الملك سجل أولمبياد الشطرنج للسيدات على موقع OlimpBase.org (الإنجليزية)
- Zhansaya Abdumalik chess games at 365Chess.com